# Leni Alexander
Pour les articles homonymes, voir Alexander.
Leni Alexander, née le 8 juin 1924 et morte le 7 août 2005, est une compositrice germano-chilienne. 

## Biographie
Hélène Alexander Pollak est née à Breslau, en province de Basse-Silésie. Sa famille a vécu à Hambourg puis a émigré au Chili en 1939 pour échapper aux nazis. Elle étudie le piano avec la méthode Montessori et obtient un diplôme en enseignement en 1942 ; elle travaille avec des jeunes et des enfants handicapés tout en développant un intérêt pour la composition. Entre 1949 et 1953, elle étudie avec Fré Focke, René Leibowitz et Olivier Messiaen. En Europe, elle se lie d'amitié avec Bruno Maderna et Pierre Boulez. Entre 1963 et 1968, elle étudie également la musique électronique et écrit plusieurs pièces électroniques. Elle a reçu une bourse Guggenheim en 1969 et a vécu plusieurs années à Paris et à Cologne. 
Outre des compositions de musique classique contemporaine et de théâtre musical, Leni Alexander a créé des bandes sonores pour la télévision et la radio. Au cours de ses dernières années, elle compose plusieurs pièces radiophoniques, notamment pour Radio France et pour la radio WDR de Cologne. Ses œuvres reflètent des influences de la musique traditionnelle juive et de la musique populaire chilienne et contiennent des paroles en français, allemand et espagnol.
Elle s'est mariée au Chili et a eu deux fils et une fille. Le 7 août 2005, Leni Alexander est décédée à Santiago,. Un documentaire intitulé La vie est plus courte qu'un jour d'hiver lui a été consacré en 2005 par Philippe Fénelon.

## Travaux
Les compositions d'Alexander étaient principalement instrumentales et sont interprétées par des orchestres de pays comme le Chili , l'Italie , la France et les États-Unis. 
- Quatuor à cordes (1957)
- Cantate De la muerte a la mañana (1960)
- Aulicio[5]
- Aulicio II
- Méralo pour guitare (1972) (dédié à et créé par Leo Brouwer)
- Ellos se perdieron en el espacio estrellado pour orchestre (1975)
- Chacabuco: Ciudades fantasmas, pièce radiophonique (1994)
- Cuando aún no conocía tu nombre (1996)

## Discographie
- Jezira Santiago du Chili : Projet FONDART 2000[3].
- Homenaje Santiago du Chili : Projet FONDART 2009.